# Caso Bebawi

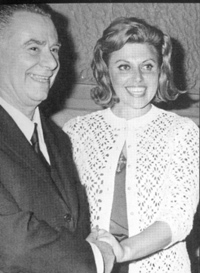
L'avvocato Giuseppe Sotgiu stringe la mano a Gabrielle "Claire" Bebawi dopo il processo di primo grado

Il caso Bebawi, definito anche l'omicidio della dolce vita, fu un omicidio commesso a Roma nel 1964; attirò l'attenzione dell'opinione pubblica e venne poi ricordato come uno dei casi giudiziari più famosi e discussi del periodo della dolce vita.

## Storia
La mattina del 20 gennaio 1964, nell'ufficio della società tessile Tricotex in un palazzo di via Lazio, una strada laterale di via Veneto, una segretaria, arrivando al lavoro, rinvenne il cadavere del proprietario della ditta, il 27enne Farouk Chourbagi, ucciso con quattro colpi di pistola e con il viso sfigurato dal vetriolo.

## Indagini
La segretaria racconterà agli investigatori che qualche giorno prima aveva ascoltato una telefonata da parte di una donna egiziana, Gabrielle Bebawi, detta Claire, che aveva turbato la vittima; la segretaria raccontò che questa era la sua amante. Le indagini ipotizzarono quindi un delitto passionale, arrestando Claire, amante della vittima da ormai tre anni, insieme al marito, Youssef Bebawi, un industriale egiziano; la coppia viveva a Losanna, ma lei veniva spesso a Roma a trovare l'amante e il giorno del delitto risultarono di passaggio a Roma.
Venne ipotizzato che il delitto fosse stato commesso nel tardo pomeriggio di sabato 18 gennaio, perché alle 17 la vittima era ancora viva in quanto a quell'ora il portiere la vide uscire; la coppia di coniugi a quell'ora era in albergo dopo essere appena arrivati a Roma dalla Svizzera e ripartì repentinamente alle 19:30 per Napoli e, in questo intervallo di tempo, si ipotizzò che sarebbe stato possibile compiere l'omicidio.
 Si scoprì inoltre che in Svizzera la Bebawi aveva acquistato un flacone di vetriolo.
Durante l'interrogatorio il marito affermò che il sabato pomeriggio, dopo essere usciti dall'albergo, accompagnò la moglie fino al portone del palazzo ove si trovava l’ufficio della vittima per avere un incontro risolutivo con l'amante; poco dopo la moglie tornò raccontando al marito di aver sparato all'ex amante e inoltre lui aveva anche intravisto la pistola e il flacone vuoto del vetriolo. La moglie negò ogni addebito e, anzi, accusò il marito confermando di essere salita nell'ufficio ma anche che, mentre stava discutendo con Farouk, arrivò il marito con in pugno una pistola; questi, dopo una breve colluttazione, sparò contro Farouk uccidendolo e gettandogli il vetriolo sul viso.

## Processi
La coppia fu arrestata ad Atene e condotta in Italia, dove venne processata. Il processo di primo grado fu estremamente lungo e i due imputati, marito e moglie, si accusarono a vicenda dell'assassinio; la difesa mise in luce, per la moglie, la storia di una donna che voleva un amante senza rinunciare alla sua posizione sociale, mentre per il marito, quella di un uomo che voleva conservare la consorte, ma anche la sua onorabilità. Il processo di primo grado si concluse con l'assoluzione per insufficienza di prove.
 La sentenza venne appellata nel 1968 e la coppia venne condannata a ventidue anni di carcere lui e vent'anni lei, ma entrambi erano ormai fuggiti all'estero e non fu possibile chiedere l'estradizione, neanche dopo la conferma delle condanne in cassazione nel 1974.

## Influenza culturale
Al caso Bebawi verranno dedicati due film televisivi: Bebawi - Il delitto di via Lazio, diretto nel 1983 da Michele Massa e Il caso Bebawi, diretto nel 1996 da Valerio Jalongo. Inoltre, al caso saranno dedicate le puntate delle serie Delitti, Stelle nere, Il giallo e il nero e una puntata del podcast Demoni Urbani.